# Ceratosolen sordidus
Ceratosolen sordidus är en stekelart som beskrevs av Wiebes 1963. Ceratosolen sordidus ingår i släktet Ceratosolen och familjen fikonsteklar. Inga underarter finns listade i Catalogue of Life.